# Sphaerosyllis semiverrucosa
Sphaerosyllis semiverrucosa är en ringmaskart som beskrevs av Ehlers 1913. Sphaerosyllis semiverrucosa ingår i släktet Sphaerosyllis och familjen Syllidae. Utöver nominatformen finns också underarten S. s. laevior.